# Uru (metal)
Uru é um metal fictício que aparece nos quadrinhos publicados pela Marvel Comics. Uru  um material altamente resistente, embora em alguns casos tenha sido demonstrada a possibilidade de destruí-lo. Embora seja muito difícil moldá-lo, armas e objetos construídos em Uru são resistentes à maioria das formas de dano. Uma das poucas ligas capazes de destruí-lo é Dargonite. Só é encontrado em Asgard. Parece uma pedra, mas também tem propriedades mágicas. Parece ser capaz de absorver a maior parte da energia, especialmente a mágica. O uru foi usado para forjar várias armas, incluindo o martelo Mjolnir de Thor, a lança de Odin e a espada de Heimdall.
Em um documentário de 2002 com Kevin Smith, Stan Lee diz que seu irmão Larry Lieber inventou o nome do martelo de Thor referindo-se com o nome de "Uru Hammer". Mais tarde, o escritor Roy Thomas mudou o nome do martelo para o nome mitologicamente correto, "Mjolnir" e usou o nome "Uru" criado por Larry Lieber como o nome do metal fictício do qual o martelo é feito.